# Ilkka

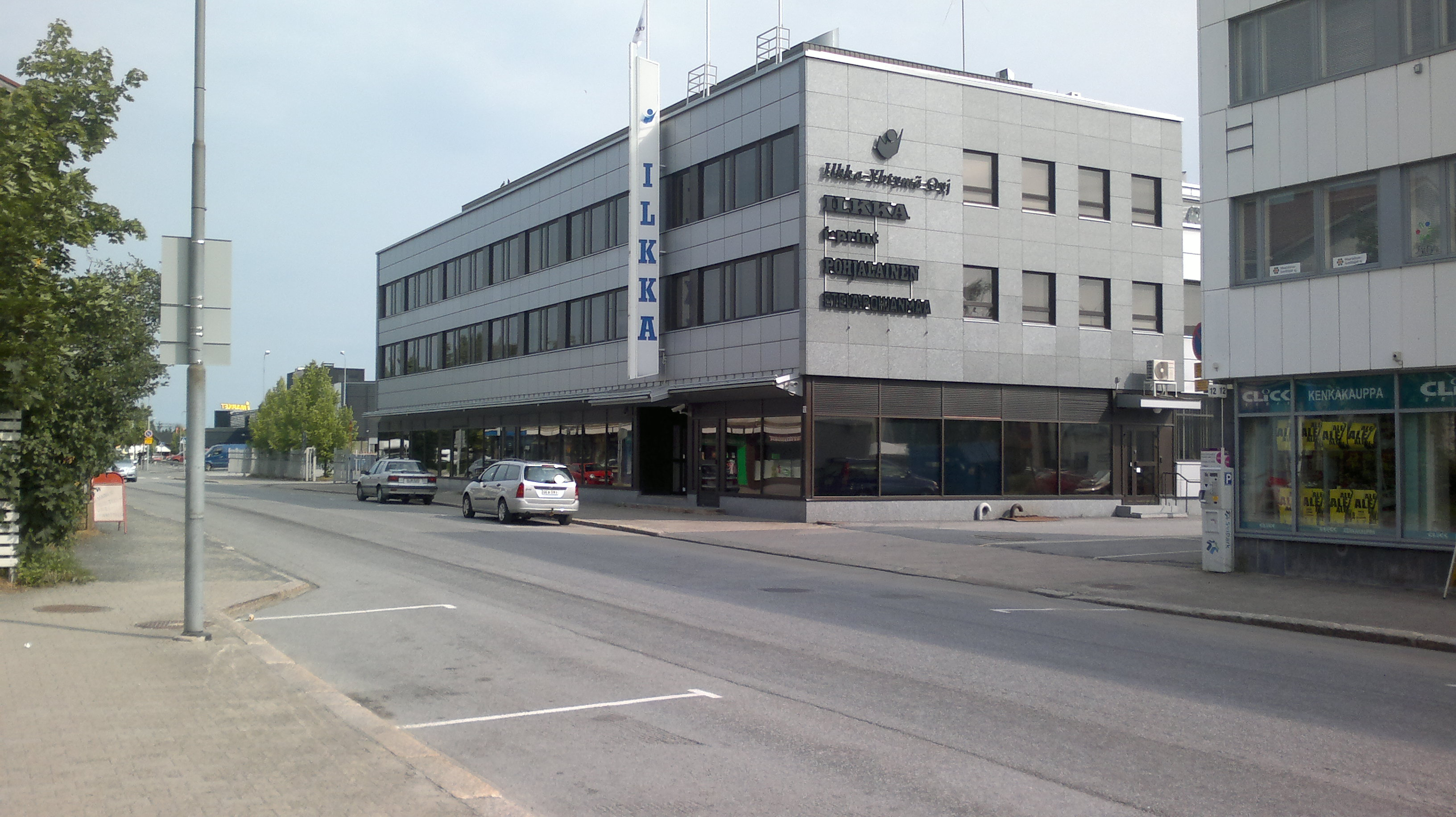
Ilkka högkvarter i Seinäjoki

Ilkka är en finskspråkig dagstidning som utkommer sju dagar per vecka.
Ilkka grundades 1906 av Santeri Alkio och anhängare till honom. Till en början var tidningen en icke partibunden tidning för lantbefolkningen. Snart blev den en agrar partitidning och organ för Agrarförbundet. Alkio fungerade som dess ideolog och chefredaktör till 1926. 
Fram till 1962 utkom tidningen i Vasa, därefter i Seinäjoki. Tidningen hade en upplaga på 54 688 år 2008.
Ilkka ingår tillsammans med Pohjalainen i mediakoncernen I-mediat, som beslutat att slå ihop de båda tidningarna.

## Chefredaktörer
- Santeri Alkio 1906–1930
- Artturi Leinonen 1930–1957
- Veikko "Aaretti" Pirilä 1957–1980
- Kari Hokkanen 1980–2007
- Matti Kalliokoski 2008–augusti 2012
- Satu Takala augusti 2012–2019